# Alchemilla glomerulans
Alchemilla glomerulans es una especie de planta del género Alchemilla, perteneciente a la familia Rosaceae.

## Taxonomía
Alchemilla glomerulans fue descrita por Robert Buser en 1893.

## Distribución
Se encuentra en el territorio noreste de Canadá hasta Groenlandia, y de Europa hasta el oeste de Siberia.